# Tatjana Fjodorowna Ljudwinskaja
Tatjana Fjodorowna Ljudwinskaja (russisch Татьяна Федоровна Людвинская; * 17. Mai 1887 im Gouvernement Kiew; † 3. Februar 1976 in Moskau) war eine russische Revolutionärin.
1903 wurde sie Mitglied der SDAPR. Sie leistete Parteiarbeit in Odessa und Sankt Petersburg, nach der Februarrevolution 1917 in Bogorodsk und Moskau. Ljudwinskaja gehörte zu den Organisatoren von Abteilungen der Roten Garde.
In den Tagen der Oktoberrevolution war sie in Moskau Mitglied des Revolutionären Militärkomitees des Suschtschewsko-Marjinski-Bezirks. Später war sie Sekretärin des Bezirksparteikomitees sowie Sekretärin des Stadtparteikomitees in Jaroslawl und in anderen Parteifunktionen. Sie war Delegierte des 8., 10. und 14. Parteitages.